# Song Taizong
Song Taizong (ur. 20 listopada 939 w Kaifengu, zm. 8 maja 997) – drugi cesarz Chin z dynastii Song, panujący od roku 976 do śmierci.

## Życiorys

### Przed objęciem władzy
Urodził się w roku 939 w Kaifengu. W 960 roku jego brat Song Taizu został cesarzem Chin. Po jego śmierci w 976 roku w niejasnych okolicznościach przejął władzę zamiast jednego z dwóch pełnoletnich synów poprzedniego cesarza. Według przekazów Song Taizu odznaczał się przed śmiercią dobrym zdrowiem, co poskutkowało podejrzeniami o to, iż Taizong zabił swojego brata. Legenda mówi zaś, że cesarzowa wdowa Du przed swoją śmiercią w 961 roku skłoniła Taizu do oddania władzy po jego śmierci w ręce Taizonga.

### Panowanie
Dokonał konsolidacji państwa oraz poszerzył jego granice o część południowych Chin. Nieudanie próbował odzyskać obszar części północnych Chin między Wielkim Murem Chińskim, a obecną stolicą państwa – Pekinem. Doznał tam klęski z rąk plemienia Kitanów. W 979 roku podbił Północne Han. Usprawnił administrację państwa, dzieląc państwo na 15 prowincji tak jak za czasów dynastii Tang. Jego panowanie zapoczątkowało okres rozwoju kulturalnego i społecznego. Zmarł 8 maja 997 roku, gdy tron przejął jego syn Zhenzong.